# Aloysiusschool (Baarn)
Het gebouw van de Aloysiusschool aan de Kerkstraat 32 is een gemeentelijk monument in Baarn in de provincie Utrecht.
De school is in 1921 gebouwd als ULO-school en ontworpen door N. Rigter en G. van Bronkhorst. Het gebouw aan de Kerkstraat is genoemd naar de heilig verklaarde jezuïet Aloysius van Gonzaga (1568-1591), de patroon van de studerende jeugd. Op de gevelsteen staat te lezen: ME POSUIT/J.G. TH VAN OPPENRAAY/PAROCHUS/4.V.1921. Johannes Gerardus Theodorus Oppenraay was pastoor van de er tegenoverstaande Sint-Nicolaaskerk. Bij de bouw was de school genoemd naar Sint-Bonifatius, maar toen de naastgelegen lagere Rooms-katholieke school in 1895 gesloopt werd, en in het huidige gebouw trok, bleef de naam Aloysiusschool. 
Op het dak met blauwe dakpannen staat een achtzijdige lantaarn.